# NGC 3134
NGC 3134 (również PGC 29722) – galaktyka soczewkowata (S0), znajdująca się w gwiazdozbiorze Lwa. Odkrył ją David Todd 6 lutego 1878 roku.